# Кіксова
Кіксова (ест. Kiksova), також Кіксува, Кісова, Кіксі, Метса — село в Естонії, входить до складу волості Меремяе, повіту Вирумаа.